# Kronosynklastiska infundibula
Kronosynklastiska infundibula (singularis infundibulum) är en företeelse i Kurt Vonneguts litterära värld.

## Definition
Ett kronosynklastiskt infundibulum (eng. Chronosynclastic Infundibulum) är en stråle som går genom rymden från en punkt till en annan. I romanen Sirenerna på Titan spelar ett kronosynklastiskt infunidulum som går från vår sol till den avlägsna stjärnan Betelgeuze en central roll.

## Härledning
“Krono” betyder ”tid”. “Synklastisk” betyder “Krökt åt samma håll i alla riktningar”, ungefär som ett apelsinskal. ”Infundibulum” betyder ”tratt, rör, öppning” och används merendels inom medicinen för att beteckna in- och utgångar i olika kroppsorgan.

## Egenskaper
I ett kronosynklastiskt infundibulum gäller inte de lagar för materia, tid och rum som vi är vana med. All materia som far in i ett kronosynklastiskt infudibulum sprids ut över hela strålen som en vågform både i rummet (hela strålens längd) och i tiden (så länge som strålen har existerat och så länge som den kommer att existera. För en bättre förståelse av detta fenomen, se Tralfamadore).
Detta är en irreversibel process. Sålunda kan exempelvis ett rymdskepp som har råkat köra in i ett kronosynklastiskt infundibulum därefter existera på många ställen samtidigt både i rummet och i tiden. Som tur är förefaller ett kronosynklastiskt indundibulum bara klara av att sprida materia som ”ryms i strålen” så att säga – det är bara jättestora kronosynklastiska infundibula som klarar av att sprida ut en planet, till exempel, över tid och rum.
Eftersom Kronosynklastiska infundibula verkar finnas i rikliga mängder över hela universum är de en trolig förklaring till att de planeter vi ser där ute tenderar att hålla en viss minsta storlek. De är också en trolig förklaring till att det, trots att detta verkar vara en omöjlighet, uppenbart finns en stor mängd oförklarliga energianhopningar i rymden.

## Materialisering
Materialisering och dematerialisering är intressanta begrepp relativt kronosynklastiska infundibula. När en himlakropp som är för stor för ett kronosynklastiskt infundibulum kommer in i detta materialiseras de vågformer som då finns i det för en kort stund. När sedan himlakroppen träder ut ur strålen dematerialiseras den materia som finns i det igen. Denna typ av materialisering/dematerialisering förefaller ske med en väldigt exakt periodicitet som är specifik för varje himlakropp.
Om en människa halkar in i ett kronosynklastiskt infundibulum kommer alltså denna människa att materialiseras på jorden varje gång jorden korsar strålen, för att sedan försvinna igen. Eftersom personen ifråga har övergått till att vara en vågform över tid och rum stoppas åldrandeprocessen för den individen.